# Loxostege subcuprea
Loxostege subcuprea là một loài bướm đêm trong họ Crambidae.